# Igrzyska europejskie
W treści tego artykułu od 2015-06 występują prawdopodobnie wyrażenia zwodnicze, co nie jest zgodne z zasadami przyjętymi w Wikipedii.
Dokładniejsze informacje o tym, co należy poprawić, być może znajdują się w dyskusji tego artykułu.
 Po wyeliminowaniu niedoskonałości należy usunąć szablon {{Dopracować}} z tego artykułu.
Igrzyska europejskie – rozgrywane co cztery lata multidyscyplinarne zawody sportowe zarządzane przez Europejski Komitet Olimpijski. Inauguracyjna edycja odbyła się w Baku w 2015 roku.

## Historia
Idea zorganizowania igrzysk europejskich – na wzór igrzysk azjatyckich, afrykańskich czy panamerykańskich – pojawiła się pierwszy raz w połowie lat dziewięćdziesiątych XX wieku, gdy przewodniczącym Europejskiego Komitetu Olimpijskiego był Jacques Rogge. Przeprowadzone wówczas badania wykazały, że brak jest miejsca w kalendarzu imprez sportowych w Europie na zawody skupiające wszystkie olimpijskie dyscypliny.

Gospodarze igrzysk

Powrót do tego pomysłu nastąpił w 2010 roku z inicjatywy Zlatka Matešy, prezesa Chorwackiego Komitetu Olimpijskiego, który przedstawił go nowo wybranemu zarządowi EKO z Patrickiem Hickeyem na czele. Został on następnie przewodniczącym komisji, która przeprowadziła studium wykonalności tego przedsięwzięcia. Jednym z celów tej imprezy byłoby poprawienie zmniejszającego się olimpijskiego dorobku medalowego państw europejskich. Analizy przeprowadzane przez Deloitte miały sprawdzić ekonomiczną opłacalność tych zawodów oraz ich ewentualne miejsce w sportowym kalendarzu, z kolei sama grupa Matešy przeprowadzała konsultacje z federacjami poszczególnych dyscyplin. Członkowie komisji zdawali regularne raporty z postępów zarządowi i narodowym komitetom olimpijskim. Wstępny raport został przedstawiony na 40. zjeździe EKO w Soczi w listopadzie 2011 roku, po zapoznaniu się z nim NKO miały przedstawić pisemnie swoje komentarze w ciągu sześciu tygodni. Decyzja zatem miała zapaść na nadzwyczajnej konferencji w Moskwie w kwietniu 2012 roku, jednak zgromadzenie uznało, iż potrzebne są dalsze prace nad tym zagadnieniem. Zarząd EKO zatwierdził przygotowaną propozycję na spotkaniu pod koniec września 2012 roku przekazując ją pod głosowanie w trakcie następnego walnego zgromadzenia.
Decyzja o zorganizowaniu igrzysk europejskich zapadła 8 grudnia 2012 roku w Rzymie podczas drugiego dnia 41. zjazdu Europejskiego Komitetu Olimpijskiego. W tajnym głosowaniu spośród 49 członków tej organizacji, za opowiedziało się 39 Narodowych Komitetów Olimpijskich, osiem było przeciw, przy trzech wstrzymujących się. Jednocześnie przyznano Baku, jako jedynej kandydaturze, organizację inauguracyjnej edycji tych zawodów.
Podobnie jak igrzyska panamerykańskie, zawody mają się odbywać rok przed letnimi igrzyskami olimpijskimi i w wybranych dyscyplinach od 2019 roku stanowić jedną z kwalifikacji na tę imprezę. Pierwsza edycja była traktowana jako test organizacyjny i ekonomiczny przed zaplanowanymi na 2019 rok większymi zawodami.
W marcu 2014 roku EKO ogłosił, że wstępne zainteresowanie zorganizowaniem drugiej edycji wyraziły trzy kraje, jednocześnie wyjaśnił, iż proces wyboru organizatora nie będzie skomplikowany i kosztowny. W maju tegoż roku powstała komisja, która miała ustalić kryteria dla kandydatów. Zwiększająca się liczba chętnych spowodowała, iż ogłoszenie decyzji o wyborze organizatora spośród sześciu lub siedmiu propozycji zostało przełożone na maj 2016 roku. 16 maja 2015 ogłoszono, że organizatorem igrzysk zostanie Holandia, jednakże 10 czerwca 2015 poinformowano o rezygnacji tego kraju z organizacji imprezy.

## Igrzyska europejskie w Polsce
Miasto Kraków i Region Małopolska były gospodarzami igrzysk europejskich w 2023 roku. Oficjalny wybór gospodarza został dokonany podczas nadzwyczajnego walnego zgromadzenia EKO w Mińsku 22 czerwca 2019 roku. Kraków był jedynym kandydatem. W ramach krakowskich igrzysk organizowane były zawody w 24 dyscyplinach. Na mocy uchwały Rady Ministrów z 4 września 2020 roku Pełnomocnikiem Rządu do spraw organizacji igrzysk europejskich został wicepremier, minister aktywów państwowych Jacek Sasin. W Ministerstwie Aktywów Państwowych powołano Biuro Koordynacji Igrzysk Europejskich 2023. 

## Dyscypliny
Według pierwotnych założeń w pierwszych igrzyskach brać udział miało około 7000 sportowców, którzy mieli rywalizować w około piętnastu olimpijskich dyscyplinach. Rozważane było także rozgrywanie zawodów w sportach, które nie znajdują się w programie letnich igrzysk olimpijskich, takich jak karate, futsal czy taniec sportowy.
Pełna lista rozgrywanych dyscyplin miała zostać sfinalizowana w marcu 2013 roku. Pod koniec kwietnia tego roku ogłoszono jednak wstępną listę z możliwością jej rozszerzenia, a znalazły się na niej łucznictwo, sporty wodne, badminton, koszykówka (3x3), kajakarstwo, kolarstwo (szosowe, górskie, BMX), szermierka, piłka nożna plażowa, gimnastyka, judo, karate, strzelectwo, tenis stołowy, taekwondo, triathlon, siatkówka (halowa i plażowa) i zapasy. W programie miało zabraknąć lekkoatletyki i pływania, European Athletics i Europejska Federacja Pływacka wydały bowiem oświadczenia, w których podkreślały wypełnienie terminarza zawodów w tych dyscyplinach, nie wykluczając jednak udziału w przyszłości. Rywalizacja pływacka odbyła się jednak, choć w wydaniu juniorskim jako mistrzostwa Europy, zaś w lekkoatletycznej o medale igrzysk walczyli uczestnicy Drużynowych Mistrzostw Europy 2015 III ligi. Dołączyły do nich następnie boks oraz sambo. Zamknęło to listę dyscyplin na liczbie dwudziestu, w tym szesnastu olimpijskich, organizatorzy podkreślili jednak, iż musieli odrzucić aplikację czternastu sportów. Dwanaście z nich stanowiło kwalifikacje do LIO 2016.

### Obecnie rozgrywane
Liczby w tabeli oznaczają liczbę konkurencji rozgrywanych w ramach danej dyscypliny. Kropka oznacza, że dyscyplina była rozgrywana jako pokazowa.
     Gimnastyka —
     Kajakarstwo —
     Kolarstwo —
     Siatkówka —
     Sporty wodne
| Dyscypliny                | Dyscypliny                | 15  | 19  | 23  | 27 |
| ------------------------- | ------------------------- | --- | --- | --- | -- |
| Badminton                 |                           | 5   | 5   | 5   |    |
| Breakdance                |                           |     |     | 2   |    |
| Boks                      |                           | 15  | 15  | 13  |    |
| Boks tajski               |                           |     |     | 10  |    |
|                           |                           |     |     |     |    |
| Aerobik sportowy          |                           | 2   | 2   |     |    |
| Gimnastyka akrobatyczna   |                           | 6   | 6   |     |    |
| Gimnastyka artystyczna    |                           | 8   | 8   |     |    |
| Gimnastyka sportowa       |                           | 14  | 12  |     |    |
| Skoki na trampolinie      |                           | 4   | 4   |     |    |
|                           |                           |     |     |     |    |
| Judo                      |                           | 18  | 15  | 1   |    |
|                           |                           |     |     |     |    |
| Kajakarstwo górskie       |                           |     |     | 10  |    |
| Kajakarstwo regatowe      |                           | 15  | 16  | 16  |    |
|                           |                           |     |     |     |    |
| Karate                    |                           | 12  | 12  | 12  |    |
| Kickboxing                |                           |     |     | 16  |    |
|                           |                           |     |     |     |    |
| BMX                       |                           | 2   |     | 2   |    |
| Kolarstwo górskie         |                           | 2   |     | 2   |    |
| Kolarstwo szosowe         |                           | 4   | 4   |     |    |
| Kolarstwo torowe          |                           |     | 20  |     |    |
|                           |                           |     |     |     |    |
| Koszykówka 3x3            |                           | 2   | 2   | 2   |    |
| Lekkoatletyka             |                           | 1   | 10  | 37  |    |
| Łucznictwo                |                           | 5   | 8   | 8   |    |
| Padel                     |                           |     |     | 3   |    |
| Pięciobój nowoczesny      |                           |     |     | 5   |    |
| Piłka nożna plażowa       |                           | 1   | 1   | 2   |    |
| Piłka ręczna plażowa      |                           |     |     | 2   |    |
| Rugby siedmioosobowe      |                           |     |     | 2   |    |
| Sambo                     |                           | 8   | 18  |     |    |
|                           |                           |     |     |     |    |
| Siatkówka halowa          |                           | 2   |     |     |    |
| Siatkówka plażowa         |                           | 2   |     |     |    |
|                           |                           |     |     |     |    |
| Piłka wodna               |                           | 2   |     |     |    |
| Pływanie                  |                           | 42  |     |     |    |
| Pływanie synchroniczne    |                           | 4   |     | 8   |    |
| Skoki do wody             |                           | 8   |     | 13  |    |
|                           |                           |     |     |     |    |
| Skoki narciarskie         |                           |     |     | 5   |    |
| Strzelectwo               |                           | 4   | 19  | 30  |    |
| Szermierka                |                           | 12  |     | 12  |    |
| Taekwondo                 |                           | 8   |     | 16  |    |
| Teqball                   |                           |     |     | 5   |    |
| Tenis stołowy             |                           | 4   | 5   | 5   |    |
| Triathlon                 |                           | 2   |     | 3   |    |
| Wspinaczka sportowa       |                           |     |     | 6   |    |
| Zapasy                    |                           | 24  | 18  |     |    |
| Łączna liczba konkurencji | Łączna liczba konkurencji | 253 | 200 | 253 |    |

## Edycje
| Nr  | Edycja  | Data                 | Miasto  | Państwo     | Otwierający                    | Liczba | Liczba     | Liczba    | Liczba      | Najlepsza reprezentacja |
| Nr  | Edycja  | Data                 | Miasto  | Państwo     | Otwierający                    | Ekip   | Sportowców | Dyscyplin | Konkurencji | Najlepsza reprezentacja |
| --- | ------- | -------------------- | ------- | ----------- | ------------------------------ | ------ | ---------- | --------- | ----------- | ----------------------- |
| I   | IE 2015 | 12 – 28 czerwca      | Baku    | Azerbejdżan | Prezydent Ilham Aliyev         | 50     | 6067       | 21        | 253         | Rosja                   |
| II  | IE 2019 | 21 – 30 czerwca      | Mińsk   | Białoruś    | Prezydent Alaksandr Łukaszenka | 50     | 4 082      | 15        | 200         | Rosja                   |
| III | IE 2023 | 21 czerwca – 2 lipca | Kraków  | Polska      | Prezydent Andrzej Duda         | 48     | 6 857      | 29        | 253         | Włochy                  |
| IV  | IE 2027 | czerwiec 2027        | Stambuł | Turcja      | —                              | —      | —          | —         |             |                         |
| V   | IE 2031 | —                    | —       | —           | —                              | —      | —          | —         | —           | —                       |

## Klasyfikacja wszech czasów
| Miejsce | Reprezentacja   | Złoto | Srebro | Brąz | Razem |
| ------- | --------------- | ----- | ------ | ---- | ----- |
| 1       | Rosja           | 123   | 64     | 86   | 273   |
| 2       | Włochy          | 58    | 67     | 63   | 188   |
| 3       | Ukraina         | 45    | 43     | 51   | 139   |
| 4       | Niemcy          | 43    | 39     | 73   | 155   |
| 5       | Wielka Brytania | 36    | 30     | 53   | 119   |
| 6       | Francja         | 35    | 41     | 57   | 133   |
| 7       | Hiszpania       | 34    | 30     | 36   | 100   |
| 8       | Białoruś        | 33    | 27     | 51   | 111   |
| 9       | Azerbejdżan     | 29    | 27     | 39   | 95    |
| 10      | Holandia        | 25    | 31     | 21   | 77    |
| 11–46   | Pozostałe       | 246   | 305    | 426  | 977   |
| Razem   | Razem           | 707   | 704    | 956  | 2367  |

Stan po IE 2023